# Aéroport d’Opapimiskan Lake
L'aéroport d’Opapimiskan Lake est un aéroport situé en Colombie-Britannique, au Canada.